# Список об'єктів Світової спадщини ЮНЕСКО в Габоні
У списку об'єктів Світової спадщини ЮНЕСКО в Габоні налічується 1 найменування (станом на 2015 рік).
| № | Зображення | Назва | Місцеположення | Час створення | Час внесення до списку | №                                                   | Критерії       |
| - | ---------- | --- | -------------- | ------------- | ---------------------- | --------------------------------------------------- | -------------- |
| 1 |            | Екосистема і реліктовий культурний пейзаж Лопе-Оканда (фр. Ecosystème et paysage culturel relique de Lopé-Okanda) | —              | 2002          | 2007                   | 1147 [Архівовано 24 грудня 2018 у Wayback Machine.] | iii, iv, ix, x |